# Gabi Bauer

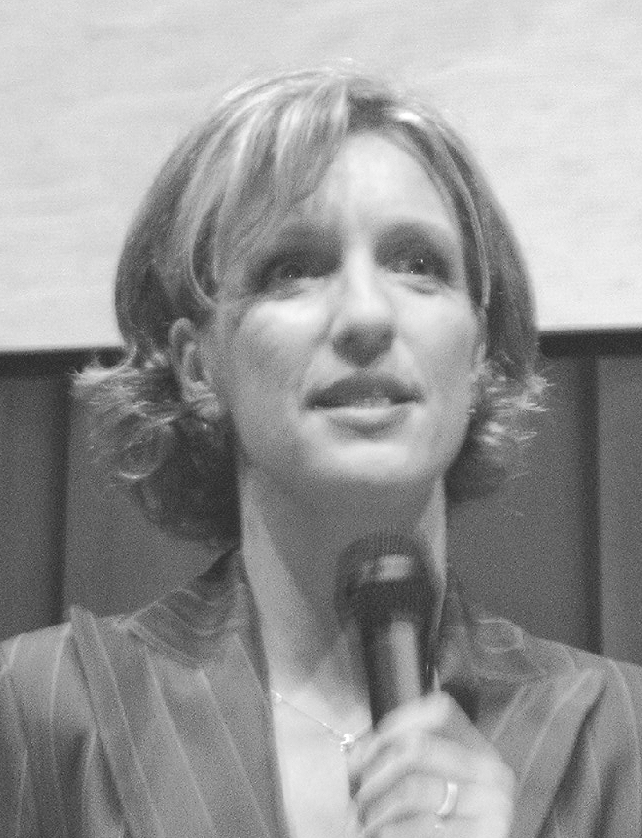
Gabi Bauer (2005)

Gabi Bauer (* 21. Juli 1962 in Celle, Niedersachsen) ist eine deutsche Journalistin und Fernsehmoderatorin der ARD.

## Leben und Wirken
Gabi Bauer studierte Anglistik, Romanistik, Philosophie und Pädagogik in Hamburg, Hannover, Grenoble (Frankreich) und Kalamazoo (USA). Obwohl sie nie volontierte und ihre Bewerbung an der Henri-Nannen-Schule zu Studentenzeiten abgelehnt wurde, wurde sie später eine journalistisch hochgelobte und beim Publikum beliebte „Mrs. Tagesthemen“.
Ihre journalistische Karriere begann 1988 nach ihrem Staatsexamen als freie Mitarbeiterin bei radio ffn in Hannover. Später wurde sie dort festangestellte Redakteurin, danach stellvertretende Nachrichten-Chefin. Sie wechselte dann zum NDR und moderierte auf NDR 2 die Sendungen Mittagskurier und Abendkurier.
1992 folgte der Sprung zum Fernsehen. Hier moderierte sie das Regionalmagazin Hallo Niedersachsen und arbeitete als Reporterin für Tagesschau und Tagesthemen. Von Januar bis September 1997 präsentierte sie die ersten moderierten Tagesschau-Ausgaben am Nachmittag Tagesschau um 5.
Dieses Engagement brachte sie ab September 1997 zu den Tagesthemen, für deren Moderation sie viele Preise wie den Bambi, den Telestar, den Hanns-Joachim-Friedrichs-Preis oder den Goldenen Löwen bekam. Im April 2001 beendete sie die Arbeit, weil sie mit Zwillingen schwanger war. Im Frühjahr 2002 begann sie die Talkshow Gabi Bauer, die außer einigen sehr erfolgreichen Sendungen (z. B. mit Jürgen Möllemann, Königin Silvia von Schweden) nur mittelmäßige Zuschauerresonanz erreichte. Nachdem sie sich die Ausstrahlung anfangs im 14-tägigen Wechsel mit Michel Friedmans Talkshow Friedmann teilte, erschien sie ab dem 27. August 2003 wöchentlich im WDR. Ende Dezember 2003 erschien die letzte Folge. Im November 2004 versuchte der NDR ein neues Sendungskonzept mit der Talkshow Paroli, das Bauer gemeinsam mit Susanne Stichler, die für Zuschauerbeteiligung im Studio zuständig war, präsentierte. Dieses Format wurde nach Ende Juni 2005 bereits wieder eingestellt.
Ab Oktober 2004 präsentierte Bauer gemeinsam mit dem Chefredakteur der ARD Hartmann von der Tann die Interview-Reihe Farbe bekennen. Sie ist als Sondersendung konzipiert, die zu aktuellen Anlässen ins ARD-Programm kommt.
Vom 6. Januar 2006 bis 30. Januar 2019 moderierte Bauer im Wechsel mit Anja Bröker das ARD-Nachtmagazin. Anschließend kehrte sie als Redakteurin und Autorin zum NDR-TV in den Programmbereich Kultur und Dokumentation zurück. Im Programmbereich „Gesellschaft“ entwickelt sie mit Kollegen Stoffe für Filme und begleitet Autoren und Team über Monate bis zur Fertigstellung.
Bauer ist seit dem Wintersemester 2016 Lehrbeauftragte der Hochschule Hannover im Masterstudiengang Fernsehjournalismus.
Gabi Bauer engagiert sich seit November 2012 für die Arbeit und die Ziele der Stiftung Eine Chance für Kinder, deren Schirmherrin sie ist. Die Stiftung mit Sitz in Hannover setzt sich dafür ein, Kindesvernachlässigung und Kindesmisshandlung zu verhindern.

## Privates
Gabi Bauer ist seit dem 9. Februar 2001 mit dem Journalisten Ulrich Exner verheiratet. Das Paar hat 2001 geborene Zwillingssöhne.

## Preise und Auszeichnungen
- 1999 u. a.: Bambi, Telestar, Goldener Löwe
- 2000: TV-Frau des Jahres, Hanns-Joachim-Friedrichs-Preis
- 2013: Nominierung zur Goldenen Kamera